# District de Hualong
Pour les articles homonymes, voir Hualong.
Le district de Hualong (华龙区 ; pinyin : Huálóng Qū) est une subdivision administrative de la province du Henan en Chine. Il est placé sous la juridiction de la ville-préfecture de Puyang.